# Henning Wehland

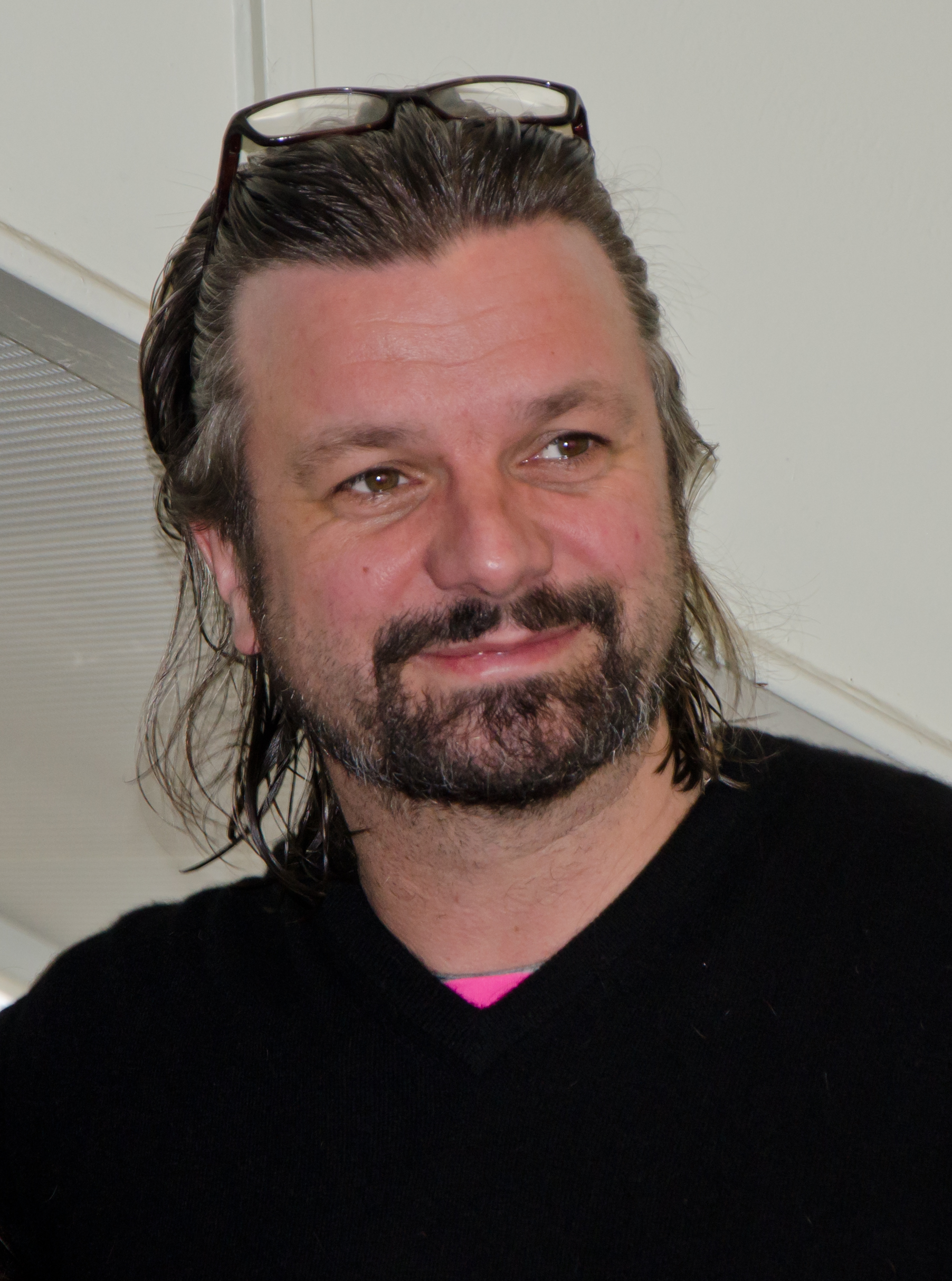
Henning Wehland (2014)

Henning Wehland (* 2. Dezember 1971 in Bonn) ist ein deutscher Rockmusiker.

## Leben

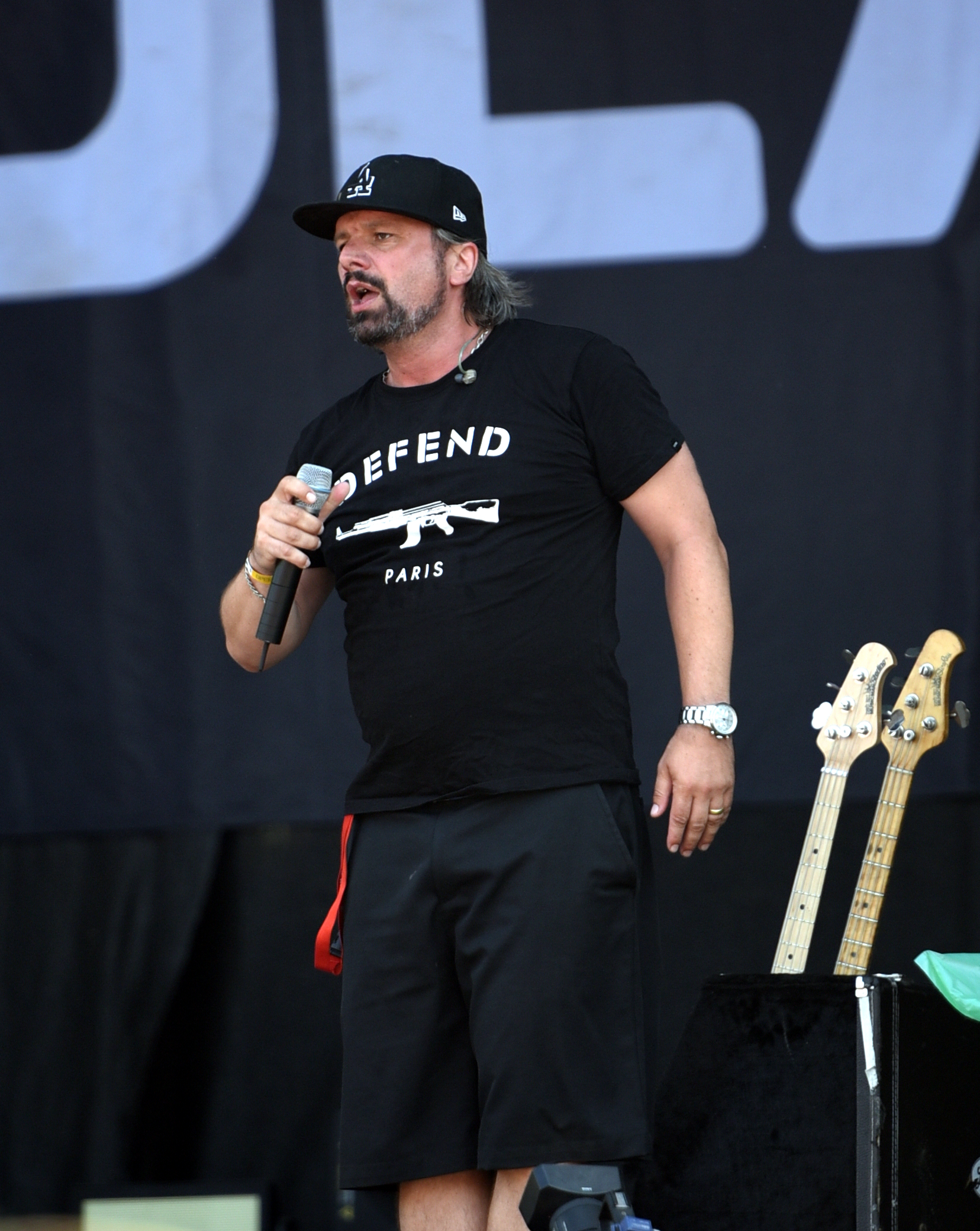
Wehland mit den H-Blockx beim Open Flair (2015)

Wehland wurde in Bonn geboren und lebte seit seinem fünften Lebensjahr in Münster-Wolbeck. Am dortigen Gymnasium Wolbeck legte er sein Abitur ab. Er wuchs mit Johann-Christoph „Mason“ Maass, der zusammen mit Stephan „Gudze“ Hinz in seiner Jugend eine Band gegründet hatte, in einer Straße auf. Über Hinz lernte Wehland David Rebel kennen, den Besitzer eines Münsteraner Tanzstudios, der sich am Gymnasium Wolbeck für musikinteressierte Schüler engagierte. 1990 gründete Wehland zusammen mit drei Schulfreunden, darunter Maass und Hinz, in Münster die Band H-Blockx, deren Sänger, Frontmann und Co-Songschreiber er bis heute ist. Daneben sang er ab 2007 bei den Söhnen Mannheims und war Teil der Erben der Scherben, einem Tribut-Projekt für Rio Reiser.
Im Juni 1996 hatte er auf dem Woodstage Summer Open Air in der sächsischen Stadt Glauchau einen schweren Unfall, als er während eines Auftritts mit den H-Blockx im Stagediving von der Bühne ins Publikum sprang und dabei mit einem 17-jährigen Festivalbesucher zusammenstieß, der schwere Brüche in der Halswirbelsäule erlitt und seitdem an den Folgen zu leiden hat. Wehland kugelte sich bei dem Unfall eine Schulter aus. In einer folgenden Gerichtsverhandlung wurde Wehland deshalb wegen fahrlässiger Körperverletzung zu einer Geldstrafe verurteilt.
Zusammen mit Tim Humpe gründete Wehland 2001 das Musikbüro BLX-Music & Entertainment GmbH, führt dieses mittlerweile als alleiniger Geschäftsführer und ist Manager von Bands wie Pohlmann und The BossHoss. Seit 2004 lebt Wehland in Berlin. 2008 produzierte BLX-Music unter Leitung von Kira Zimmermann den Piloten zu dem Musikformat Lobby Sounds, der am 26. Dezember 2008 im NDR ausgestrahlt wurde.
Wehland moderierte unter anderem die Shows Zone Zwei und D-Tonal beim Musiksender VIVA Zwei und produziert andere Künstler, meist zusammen mit dem Münsteraner Songwriter und Produzenten Jan Löchel. Mit ihm tritt er seit mehr als zehn Jahren als Duo Les Sauvignons auf. Wehland besitzt eine Musikagentur am Hafen Münster. 2010 wirkte er mit Sasha und Jan Josef Liefers bei dem Titel Endloser Sommer auf dem Stefan-Waggershausen-Album So ist das Spiel mit.
Zusammen mit Tim Bendzko und Lena Meyer-Landrut bildete Wehland die Jury bei der Casting-Show The Voice Kids, die im Frühjahr 2013 von Sat.1 ausgestrahlt wurde. Siegerin wurde sein Schützling Michèle. Auch 2014 wirkte er in der Jury der Show mit und gewann erneut, diesmal mit dem Kandidaten Danyiom.
Im September 2015 war er Teil der Jury von Superkids – Die größten kleinen Talente der Welt auf Sat.1. Am 23. September 2016 veröffentlichte er zusammen mit Sarah Connor die Single Bonnie & Clyde. Am 27. Januar 2017 erschien sein deutschsprachiges Album Der Letzte an der Bar, auf dem Sarah Connor, LaBrassBanda und Xavier Naidoo als Gastmusiker mitwirkten.
Wehland äußerte sich seit 2013 wiederholt, Oberbürgermeister von Münster werden zu wollen, sobald er seinen Lebensmittelpunkt aus Berlin wieder zurück nach Münster verlegt habe. Am 16. September 2019 trat er ein einwöchiges Praktikum bei Markus Lewe, dem amtierenden Oberbürgermeister der Stadt Münster, an.
Auf dem Album "Königin" von AnNa R. (2023) singt Wehland zusammen mit der früheren Rosenstolz-Sängerin den Titel "Augen zu", den sie gemeinsam während der Corona-Pandemie verfassten. Mit diesem Song traten sie auch am 15. September 2023 in der MDR-Sendung "Riverboat" auf.

## Diskografie

### Alben
- 2017: Der Letzte an der Bar (Henning Wehland & Freunde)
- 2019: Gesetz der Toleranz

### Singles
- 2000: Heal Yourself (mit New Rock Conference)
- 2016: Bonnie & Clyde (mit Sarah Connor)
- 2022: Rebellion (mit Hostage (Band))

## Auszeichnungen für Musikverkäufe
Anmerkung: Auszeichnungen in Ländern aus den Charttabellen bzw. Chartboxen sind in ebendiesen zu finden.
| Land/RegionAuszeichnungen für Musikverkäufe (Land/Region, Auszeichnungen, Verkäufe, Quellen) | Gold     | Platin | Verkäufe | Quellen           |
| -------------------------------------------------------------------------------------------- | -------- | ------ | -------- | ----------------- |
| Deutschland (BVMI)                                                                           | Gold1    | —      | 200.000  | musikindustrie.de |
| Österreich (IFPI)                                                                            | Gold1    | —      | 15.000   | ifpi.at           |
| Insgesamt                                                                                    | 2× Gold2 | —      |          |                   |